# Angelica Zacchigna
Angelica Zacchigna (Trieste, 17 aprile 1994) è una cantante e cantautrice italiana con doppia cittadinanza italiana e croata.

## Biografia

### Cantante
In arte ANGELICA. Nata a Trieste da famiglia istriana. Fin da piccola si appassiona alla musica, cominciando a studiare pianoforte e all'età di quindici anni comincia a studiare anche canto, danza e recitazione. Partecipa al Festival di Pisino del 2007 dove ottiene il secondo posto cantando Thriller di Michael Jackson.
Nel 2010 partecipa al talent show Supertalent, la versione croata di Got Talent e arriva fino in semifinale cantando Man in the Mirror di Michael Jackson. Nel 2011 partecipa nuovamente al Festival di Pisino e lo vince cantando Vision of Love di Mariah Carey. L'anno dopo partecipa al programma televisivo musicale della Radiotelevisione croata "Dobro jutro, Hrvatska" (Buongiorno, Croazia) e alla trasmissione "Music Pub" per pubblicizzare i suoi singoli.
Nel 2020 inizia la collaborazione con la 1000streets Orchestra con i quali pubblica l'album "Electro Way".
Nel marzo 2023 si laurea in canto jazz al Conservatorio Giuseppe Tartini. 
Nel 2023 esce il suo primo singolo in lingua inglese "I Want Your Love" seguito successivamente da "SHE", "Like a Big Party", "Spirit in the Desert" e la canzone di Natale "Shine" in collaborazione con il bluesman Mike Sponza.
Attualmente sta lavorando sul suo nuovo album.

### Miss Croazia 2016
Il 25 maggio vince il titolo di Miss Istria a Pola. Il 17 giugno vince il titolo di Miss Croazia nella finale nazionale del concorso di bellezza come rappresentante della Regione istriana e quindi successivamente rappresenta la nazione croata a Miss Mondo 2016 che si terrà a Washington.

## Discografia

### Singoli
- Vruci ljetni dan ("Calda giornata estiva") - 2010
- Good Vibes feat. 1000streets - 2021
- Za nesto ("Per qualcosa") - 2014
- I Want Your Love - 2023
- SHE - 2024
- Like a Big Party - 2024
- Spirit in the desert - 2024
- Gold Heavy Red Hot 1000streets - 2024
- Your love feat. 1000streets - 2024
- Shine feat. Mike Sponza - 2024